# Essiccamento

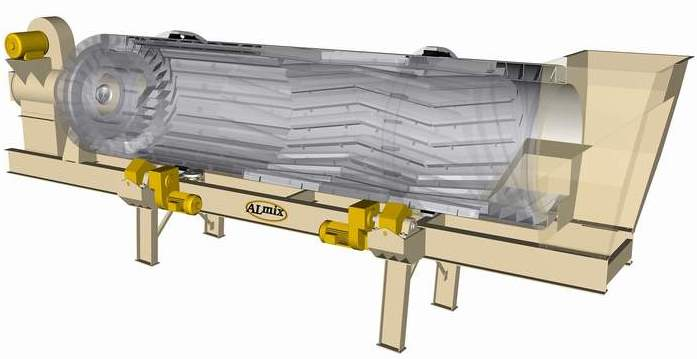
Schema di un essiccatore rotativo.

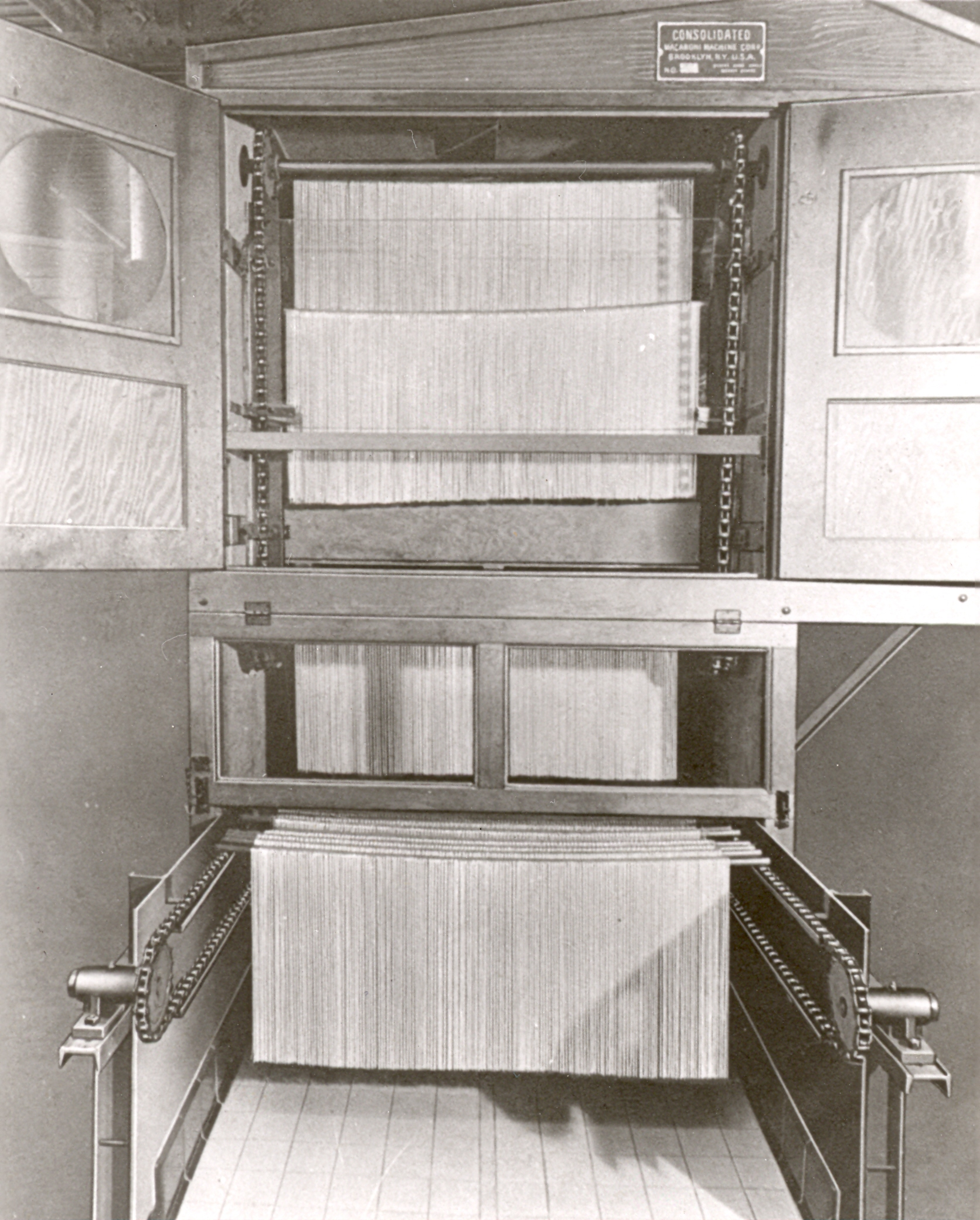
Essiccatore per spaghetti (Consolidated Macaroni Machine Corporation, 1938 circa)

L'essiccamento o essiccazione è l'operazione unitaria dell'ingegneria chimica che corrisponde alla separazione solido-liquido, la cui caratteristica principale è il rapporto particolarmente alto tra il contenuto di solido e di liquido nel prodotto ottenuto, rapporto che può variare tra circa 5 e in teoria fino a infinito. Per valori più bassi del rapporto si parla in genere di evaporazione.
Nella grande maggioranza dei casi, il liquido da separare è un solvente, e quasi sempre acqua. Si tratterà quindi nel seguito della separazione di acqua da un solido, tenendo presente che i principi, in caso di solventi diversi, sono identici.
Un'applicazione dell'essiccamento è l'allontanamento dell'acqua dal legno.

## Classificazione
Si possono distinguere in linea di massima tre tipi di essiccamento:
- Essiccamento diretto
- Essiccamento in corrente di gas
- Essiccamento per adsorbimento.

### Essiccamento diretto
È il tipo più simile all'evaporazione. La miscela solido-liquido viene scaldata ad una temperatura tale da fornire al liquido il calore latente di evaporazione necessario per passare dalla fase liquida a quella gassosa. Il riscaldamento può avvenire per contatto diretto, o per radiazione. È il caso tipico degli essiccatori rotativi a fiamma diretta, nei quali una fiamma nuda scalda per irraggiamento la miscela solido-liquido, che quindi evapora.
Un semplice essiccatore di questo tipo è il forno domestico.
Un tipo molto particolare di essiccamento è la liofilizzazione, essiccamento di prodotti in genere alimentari o farmaceutici sotto vuoto spinto, dove viene fornito, in questo caso, il calore latente di sublimazione.

### Essiccamento in corrente di gas
È la forma più comune di essiccamento. Un gas (generalmente aria, ma a volte azoto o altro gas inerte) viene scaldato e, quindi, posto a contatto della miscela solido-liquido. Il gas riscalda la miscela ed il liquido evapora; la corrente di gas, che deve essere alimentato secco, si carica di umidità (il liquido evaporato); il gas viene quindi raffreddato per far condensare il liquido e riciclato, oppure scaricato nell'atmosfera.
In questo tipo di essiccamento è importante conoscere la quantità di liquido che il gas può trascinare senza arrivare alla condensazione. Questo aspetto è studiato dalla psicrometria; la temperatura a cui il gas comincia a rilasciare il liquido in esso disperso in forma liquida è detta punto di rugiada del gas ad una data concentrazione di liquido.
Questo tipo di essiccamento si presta bene a prodotti granulari, con elevato rapporto superficie/volume. Il tipo più comune è quello "a letto fluido", in cui la corrente di gas investe il solido granulare dal basso verso l'alto, creando appunto un letto di solidi che si comporta come un fluido; si ottiene un ottimo contatto gas-solido e, quindi, un rapido essiccamento. Un esempio domestico è l'asciugacapelli.
Pur rimanendo vero che il letto fluido viene utilizzato con successo per separare l'acqua dalla parte secca, si dovrà tenere presente che questo sistema è particolarmente adatto a trattare polveri aventi una certa umidità, piuttosto che sospensioni o soluzioni organiche. Pertanto, prima di procedere all'essiccamento di questi prodotti, si dovrà procedere alla loro essiccazione totale o parziale, con l'utilizzo di altre macchine. Quelle più interessanti sono certamente quelle denominate "essiccatoi a spruzzo".
L'idea di essiccare con questa metodologia nasce nei primi del Novecento, quando Sr. Stauf (di origine tedesca) richiese il primo brevetto per un atomizzatore ad ugelli per la polverizzazione di latte in una torre con aria calda. Tuttavia l'inizio vero e proprio ebbe luogo negli Stati Uniti nel 1913, quando l'americano Sr. Grey ed il Danese Jensen svilupparono un essiccatoio ad ugelli a pressione , e diedero vita alla prima Azienda per la commercializzazione di latte in polvere. Il primo essiccatoio a torre con l'utilizzo di un disco rotante fu introdotto nel 1912 dal Tedesco Sr. Kraus, però la commercializzazione di questo metodo di atomizzazione prese piede solo nel 1933 quando l'Ingegnere Danese Sr. Nyrop presentò la sua richiesta di brevetto. Questi metodi si basano tutti sul concetto della massimizzazione della superficie di contatto tra l'aeriforme ed il prodotto introdotto all'interno della torre di essiccazione. Per ottenere ciò, viene alimentato un disco posto al centro di una torre di essiccazione di dimensioni variabili a seconda della capacità evaporativa della torre, ruotante a 11000 giri/minuto circa, ed avente un diametro che consenta una velocità periferica in grado di aumentarne la capacità di nebulizzazione. La dimensione delle particelle generata da questo sistema varia tra 10-40 micron circa. Spraizzato all'interno della torre di essiccazione, il prodotto viene a contatto con l'aria calda proveniente da un generatore d'aria calda del tipo diretto o indiretto, a gas pulito, o con scambiatore di calore, il quale garantisce la quantità di calore necessaria per trasformare l'acqua in vapore consentendo la separazione dal prodotto secco.
Queste macchine hanno dimostrato per lunghi anni di essere in grado di soddisfare sia alla domanda del mantenimento del costo sia della qualità dal punto di vista organolettico. La pressione negativa all'interno della torre facilita l'essiccazione ed un sistema di depolverizzazione a cicloni consente il recupero del prodotto eventualmente sfuggito. Unico vero neo di questi essiccatoi è l'ingombro (macchine di diametro di 4,8 m ed altezza di 14 m circa per capacità evaporative di 500 l/h), e la limitata concentrazione di calore in Nmc/mc di torre (parte cilindrica). Verso la fine del secolo scorso però viene introdotto un nuovo sistema denominato "gatedryer" il quale, oltre ad avere un ingombro decisamente inferiore, consente di raggiungere i 3000 Nmc/mc di camera con notevoli vantaggi dal punto di vista economico.
In questo tipo di essiccatoi, il tempo di contatto delle microsfere (generate da un sistema alta pressione 260 bar) e l'aria calda, è dell'ordine dei millisecondi. Per questa ragione è possibile lavorare con temperature dell'aria calda in ingresso, di almeno 50 °C in più rispetto a quelle utilizzabili negli essiccatoi a spruzzo "ecumenici", senza alterare le caratteristiche reologico del prodotto da essiccare. Ciò consente di ridurre i consumi del 15% circa. I vantaggi di questo tipo di macchine rispetto alle prime consiste quindi in:
- Costo di installazione più basso
- Ingombri in pianta ed in altezza decisamente più contenuti
- Consumo termico specifico più basso
- Costo di trasporto più basso
- E.E. installata inferiore

Il limite di questo tipo di essiccatoi è la capacità produttiva che in genere non supera i 2500 kg/h di liquido introdotto, con una capacità evaporativa di 1250 lt/h.
Il concetto di "coefficiente di riempimento", nasce dall'idea che in un essiccatore a spruzzo (nebulizzazione), il rapporto tra il volume della parte cilindrica della torre, ed il volume dell'aria di processo in m3/h, determina una grandezza il cui valore dimostra quale sia la concentrazione di calore in cui la particella generata dal sistema di nebulizzazione (microsfera), deve attraversare prima di cadere, per effetto di perdita di energia cinetica, ed essere poi recuperata essiccata.

### Essiccamento per adsorbimento
L'adsorbimento (dal latino adsorbere, termine composto dalla preposizione ad, a, e dal verbo sorbere, assorbire lentamente, bere a centellini) è il meccanismo chimico-fisico per cui molecole, atomi o ioni instaurano tra loro un'interazione di tipo chimico-fisico, attraverso forze di Van der Waals, o elettrostatico sulla superficie di interfase.
L'interfase è la superficie di separazione tra due diverse fasi. Detto meccanismo spesso si esercita, come da etimo, traendo a sé, l'un l'altra, le specie chimico-fisiche in oggetto.

## Essiccazione del legno
È una fase fondamentale di trasformazione della materia prima poiché il legno allo stato fresco (detto verde) non è direttamente utilizzabile.
L'essiccazione che consiste nell'eliminare parte dell'acqua contenuta nel legno fino a raggiungere la cosiddetta umidità di impiego si può effettuare tramite:
- stagionatura naturale;
- essiccazione artificiale.